# Setophaga pitiayumi
El chipe azul olivo tropical o parula pitiayumí (Setophaga pitiayumi) es una especie de ave paseriforme de la familia Parulidae. Es una especie sedentaria que se distribuye desde el extremo sureste de Texas, en Estados Unidos, hasta el norte de Argentina y Uruguay.

## Características
Mide 9 cm aproximadamente. Es confiado, inquieto, recorredor.  Posee un trino muy agudo que sube y desciende. Tiene cola corta. Posee el dorso azulado con la espalda oliva. Color blanco en timoneras externas y en cubiertas. Ventral amarillo oro, anaranjado en pecho. Habita en los estratos altos y medios de selvas, bosques y arboledas.